# Cyclosorus pendens
Cyclosorus pendens là một loài dương xỉ trong họ Thelypteridaceae. Loài này được N.Snow mô tả khoa học đầu tiên năm 2011.
Danh pháp khoa học của loài này chưa được làm sáng tỏ. 